# جیکوبزویل (مریلند)
جیکوبزویل (به انگلیسی: Jacobsville) یک منطقهٔ مسکونی در ایالات متحده آمریکا است که در شهرستان آنا آروندل، مریلند واقع شده‌است.